# Lake Quivira
Lake Quivira es una ciudad ubicada en los condados de Johnson y Wyandotte en el estado estadounidense de Kansas. En el año 2010 tenía una población de 906 habitantes y una densidad poblacional de 220,98 personas por km².

## Geografía
Lake Quivira se encuentra ubicada en las coordenadas 39°2′33″N 94°46′11″O / 39.04250, -94.76972 (39.042371, -94.769810).

## Demografía
Según la Oficina del Censo en 2000 los ingresos medios por hogar en la localidad eran de $111,670 y los ingresos medios por familia eran $119,186. Los hombres tenían unos ingresos medios de $100,000 frente a los $45,313 para las mujeres. La renta per cápita para la localidad era de $60,567. Alrededor del 1.3% de la población estaban por debajo del umbral de pobreza.